# Szelényi Iván
Szelényi Iván (Budapest, 1938. április 17. –) Széchenyi-díjas magyar szociológus, egyetemi tanár, a Magyar Tudományos Akadémia rendes tagja. A város- és településszociológia, a kapitalizmus és a szocializmus szerkezeti problémáinak nemzetközi hírű kutatója.

## Életpályája
1956-ban érettségizett, majd felvették a Marx Károly Közgazdaságtudományi Egyetem külkereskedelem szakára, ahol 1960-ban szerzett közgazdász diplomát. Ennek megszerzése után a Központi Statisztikai Hivatal Könyvtárának munkatársa lett. 1964-ben Ford-ösztöndíjat kapott és így tanulhatott a berkeley-i Kaliforniai Egyetemen egy évet. 1965-ben az MTA Szociológiai Kutatóintézetének tudományos munkatársa, majd 1967-ben az intézet tudományos titkára lett. 1970-ben az intézet településszociológiai osztályának vezetőjévé nevezték ki, emellett a Szociológia című tudományos szakfolyóirat szerkesztője és az MKKE városszociológiai csoportjának vezetője is volt. 1973-ban védte meg a szociológiai tudományok kandidátusi értekezését. 1974-ben a Konrád Györggyel közösen írt Az értelmiség útja az osztályhatalomhoz című könyv kéziratának külföldre juttatása miatt letartóztatták, majd 1975-ben kiutasították Magyarországról.
Kiutasítása után az angliai Kent Egyetem vendégprofesszora lett, majd 1976-ban Ausztráliába költözött, ahol megalapította az adelaide-i Dél-ausztráliai Flinders Egyetem szociológia tanszékét és annak első vezető professzora lett. 1981-ben az Amerikai Egyesült Államokba ment, ahol előbb a Wisconsini Egyetem, Madison-ban majd 1986 és 1988 között a New York-i Városi Egyetemen volt a szociológiai tanszék vezetője. Ezután a Kaliforniai Egyetemen, Los Angeles-ben tanszékvezetője volt tizenegy éven keresztül. 1999-ben pedig a Yale Egyetem tanszékvezetőjévé nevezték ki. A rendszerváltás során ismét elismerte a magyar tudományos élet: 1990-ben megvédte a szociológiai tudományok akadémiai doktori értekezését, ugyanebben az évben a Magyar Tudományos Akadémia levelező, 1995-ben pedig rendes tagjává megválasztotta. Az MTA Szociológiai Bizottságának tagja, illetve a Magyar Szociológiai Társaság elnöke, valamint a budapesti díszpolgár lett. 2000-ben az Amerikai Művészeti és Tudományos Akadémia (American Academy of Arts
and Sciences) rendes tagjává választották. Az Esély és az International Journal of Urban and Regional Research szerkesztőbizottságának tagja volt, illetve a Theory and Society szerkesztőbizottságának is tagja lett.

## Munkássága
Magyarországi munkássága során a település-, illetve a városszociológia volt a fő kutatási területe. Ebben az időszakban több közös publikációt adott ki Konrád Györggyel. Munkáiban a lakókörnyezet társadalomra mért hatását vizsgálta, például az 1960-as években épült új lakótelepeken keresztül, de jelentetett meg publikációt a társadalmi tervezés kérdésköréről is.
Magyarországról történt távozása után a kutatási területe a városszociológián kívül a kapitalizmus és a szocializmus szerkezeti problémáira is kiterjedt, valamint rendszerváltás után a magyarországi polgárosodást és a társadalmi egyenlőtlenségeket is vizsgálta. Itteni munkáiban foglalkozott többek között a szocialista államokban működő vállalkozókkal, a szocialista rendszerek városaiban található egyenlőtlenségekről. Az 1990-es években könyvet jelentett meg a vidéki Magyarország polgárosodásáról, illetve a társadalmi szerkezet változásáról.
„Kapitalizmusok a kommunizmus után” címmel tanulmányt írt a Magyar Bálint által szerkesztett, 2013 őszén megjelent Magyar polip című kötetbe.
Művei magyar nyelven kívül angol, francia, német, spanyol, koreai, kínai, orosz, lengyel, bolgár és román nyelven jelentek meg. Három egyetem díszdoktora.

## Családja
Harmadik generációs értelmiségi. Nagyapja Szelényi Ödön pedagógus, teológus, egyetemi tanár, édesapja Szelényi Gusztáv zoológus, entomológus volt. Emlékére osztják ki a Szelényi-díjat a növényvédelmi rovartan kutatóinak. Nős, második házasságába 2003-ban lépett, első házasságából két leány- (Szonja, a Stanford Egyetem oktatója és Lilla, bíró), ill. egy fiúgyermek (Balázs, a Boston College oktatója) született. Első felesége 1999-ben elhunyt.

## Díjai, elismerései
- C. W. Mills-könyvdíj (1989)
- Polányi Károly-díj (2005)
- Széchenyi-díj (2006)
- Budapest díszpolgára (2008)
- Hazám-díj (2020)[1]

## Főbb publikációi
- Időszerű gazdasági kérdések, OSZK-KMK, Budapest, 1964, (A könyvtárosképzés füzetei)
- Nemes Ferenc–Szelényi Iván: A lakóhely mint közösség, Akadémiai, Budapest, 1967, (Szociológiai tanulmányok)
- Szakirodalmi forrásismeret – Szociológia, OSZK-KMK, Budapest, 1968, (A könyvtárosképzés füzetei)
- Szelényi Iván–Konrád György: Az új lakótelepek szociológiai problémái, Akadémiai, Budapest, 1969
- A szociológiai felvétel módszerei, MSZMP Politikai Főiskola, Budapest, 1969
- Bevezetés az empirikus szociológiai kutatás módszereibe, Tankönyvkiadó, Budapest, 1969
- A szocialista városok és a szociológia, vál., bev. Szelényi Iván, ford. Földvári Tamás, Kovács S. Jenő, Kossuth, Budapest, 1971
- Társadalmi tervezés és szociológia. A 7. Szociológiai Világkongresszus témájához, vál., bev. Szelényi Iván, Gondolat, Budapest, 1973
- Fogyasztásszociológia. Szöveggyűjtemény, szerk. Gerő Zsuzsa, Hrubos Ildikó, Szelényi Iván, Tankönyvkiadó, Budapest, 1973
- Szelényi Iván–Konrád György: Az értelmiség útja az osztályhatalomhoz. Esszé, Európai Protestáns Magyar Szabadegyetem, Bern–Párizs, 1978
- Urban Inequalities under State Socialism (1983)
- Cities in Recession (1984)
- Szelényi Iván–Konrád György: Az értelmiség útja az osztályhatalomhoz. Esszé, Áramlat Független, Budapest, 1985
- Socialist Enterpreneurs – Embourgeoisement in rural Hungary (1988)
- Városi társadalmi egyenlőtlenségek – Tanulmányok, Akadémiai, Budapest, 1990
- Új osztály, állam, politika, ford. Berényi Gábor, Mészáros Júlia, Kertesi Gábor, Európa, Budapest, 1990
- A poszt-kommunista átmenet társadalmi konfliktusai, MTA PTI, Budapest, 1992, (Polgárosodás)
- Harmadik út? Polgárosodás a vidéki Magyarországon, közrem. Manchin Róbert et al., ford. Atkári János, fotó Burai Zsuzsa, Götze Katalin, Akadémiai, Budapest, 1992
- Making Capitalism without Capitalists (1998)
- A posztkommunista társadalom szerkezetének változásai – A menedzseri uralom elméletének újragondolása (Akadémiai székfoglaló), 1995. január 25., Akadémiai, Budapest, 1998, (Értekezések, emlékezések)
- Szelényi Iván–Konrád György: Urbanizáció és területi gazdálkodás, JGYF, Szeged, 2000
- Poverty, ethnicity and gender in transitional societies, szerk. Szelényi Iván, Akadémiai, Budapest, 2002
- Ladányi János–Szelényi Iván: A kirekesztettség változó formái – Közép- és délkelet-európai romák történeti és összehasonlító szociológiai vizsgálata, Napvilág, Budapest, 2004
- Ladányi János–Szelényi Iván: Patterns of exclusion – Constructing Gypsy ethnicity and the making of an underclass in transitional societies of Europe (A kirekesztettség változó formái), East European Monographs–Columbia Univ. Press, Boulder–New York, 2006, (East European monographs)
- Kolosi Tamás–Szelényi Iván: Hogyan legyünk milliárdosok? avagy A neoliberális etika és a posztkommunista kapitalizmus szelleme, Corvina, Budapest, 2010
- Tanulmányok az illiberális posztkommunista kapitalizmusról, Corvina, Budapest, 2019